# 102.ª Divisão de Infantaria (Alemanha)
A 102ª Divisão de Infantaria (em alemão:102. Infanterie-Division) foi uma unidade militar que serviu no Exército alemão durante a Segunda Guerra Mundial.

## Comandantes
| Comandante                           | Data                                            |
| ------------------------------------ | ----------------------------------------------- |
| Generalleutnant John Ansat           | 10 de dezembro de 1940 - 1 de fevereiro de 1942 |
| Generalleutnant Albrecht Baier       | 1 de fevereiro de 1942 - 10 de março de 1942    |
| Generalmajor Werner von Räsfeld      | 10 de março de 1942 - 1 de maio de 1942         |
| Generaloberst Johannes Frießner      | 1 de maio de 1942 - 19 de janeiro de 1943       |
| General der Infanterie Otto Hitzfeld | 19 de janeiro de 1943 - 10 de novembro de 1943  |
| Generalleutnant Werner von Bercken   | 10 de novembro de 1943 - ?? de abril de 1945    |
| Oberst Ludwig                        | ?? de abril de 1945                             |

## Oficiais de operações
| Oberstleutnant Tschirdewahn                         | dezembro de 1940-1941                          |
| Major Oskar Berger                                  | 10 de outubro de 1941-8 de agosto de 1942      |
| Oberstleutnant Werner Müller                        | 8 de agosto de 1942-14 de abril de 1943        |
| Oberstleutnant Wolf von Frankenberg und Ludwigsdorf | 15 de abril de 1943-30 de novembro de 1944     |
| Oberstleutnant Kurt Schuster                        | 15 de dezembro de 1943-15 de fevereiro de 1944 |
| Oberstleutnant Fritz Frenzel                        | 30 de novembro de 1944-5 de abril de 1945      |

## Área de operações
| Alemanha                       | dezembro de 1940 - junho de 1941  |
| Frente Oriental, setor central | junho de 1941 - fevereiro de 1942 |
| Alemanha                       | fevereiro de 1942 - abril de 1942 |
| Frente Oriental, setor central | abril de 1942 - janeiro de 1945   |
| Prússia Oriental               | janeiro de 1945 - maio de 1945    |